# Mayruba (archäologischer Fundplatz)
Mayruba (arabisch ميروبا, DMG Mairūbā; häufig auch Mayrouba, Meyrouba oder Mairouba) bezeichnet eine Gruppe archäologischer Fundstätten im Libanon, die nach dem naheliegenden Maronitendorf Mayruba benannt wurden und im Distrikt Keserwan liegen. Diese sechs Stätten in über 1100 m Höhe sind die Typlokalität der als Mayroubien bezeichneten jungpaläolithischen Kultur. Als kennzeichnend für die Übergangsphase zwischen Mittel- und Jungpaläolithikum, also etwa die Zeit vor 50.000 Jahren, gelten die Emireh-Spitzen, die ab 1923 in Israel entdeckt wurden. Sie fanden sich auch im Libanon und riefen deshalb Interesse hervor, weil man zu dieser Zeit noch glaubte, sie markierten den Übergang vom Neandertaler zum anatomisch modernen Menschen.
Unter der Leitung verschiedener Paulisten, von Joseph Nasrallah, P. E. Gigues, Louis Burkhalter, A. Fattal, Auguste Bergy, Maurice Tallon, Henri Fleisch, Francis Hours, wurden 1962 bereits in den vorhergehenden Jahren durchgeführte Surveys und Ausgrabungen fortgesetzt. Diese Paulisten, Angehörige einer 1858 in New York gegründeten Ordensgemeinschaft, beteiligten sich an zahlreichen archäologischen Unternehmungen im Libanon.
Mayruba I liegt auf einem bis zu 1410 m hoch gelegenen Plateau, etwa 14 km ostnordöstlich von Jounieh am Weg nach Faraya. Die Stelle wurde von Paulisten aus Harissa entdeckt, wobei P. R. Gigues und mehrere Jesuiten, darunter Maurice Tallon, Auguste Bergy, Francis Hours und Henri Fleisch dort Oberflächenfunde sammelten. Henri Fleisch hielt allerdings die Erhebung zur Typlokalität des Mayroudiens für eine unglückliche Entscheidung, da sich dort gemischte Industrien fanden. Dennoch publizierte er es im Sinne einer Fundstätte des Übergangs vom Mittleren zum Jungpaläolithikum. 1965 entdeckten Lorraine Copeland und R. Khawam zwei Emireh-Spitzen, dazu zahlreiche Stichel und Kratzer, dicke Klingen ebenso, wie zahlreiche Kerne verschiedener Art. Ein erheblicher Teil dieser frühen Funde ist heute verstreut, ein Teil befindet sich in den Sammlungen der Université Saint-Joseph. Mayruba II, 2 km nördlich von Mayruba wurde von Francis Hours entdeckt und als Fundstätte des Mayroubien identifiziert. Das Gleiche gilt für Mayruba III (Ain-bou-Grasse), das 1964 auf der anderen Seite eines Hügelrückens bei Mayruba I in einem Waldgebiet entdeckt wurde. Mayruba IV befindet sich auf einem niedrigen Plateau nördlich der Straße von Jebel Mazloum nach Mayrouba, östlich der Strecke nach Ain-bou-Grasse, nur 100 m westlich von Mayruba I. Auch diese Stelle wurde von Francis Hours 1964 entdeckt; 1965 sammelten dort Hours, Jacques Tixier und Lorraine Copeland meist Kerne und Stichel (burins). Mayruba V (Ain Berdet), 2 km nordwestlich von Mayrouba in 1293 m Höhe gelegen, befindet sich am Hang eines bewaldeten Hügels und wurde ebenfalls 1964 von Francis Hours entdeckt.

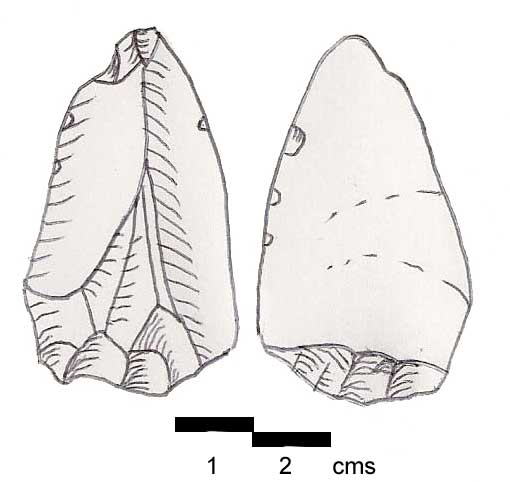
Emireh-Spitze aus Meyrouba VI aus grau-blauem Jura-Flint, der weiß patiniert ist und aus dem Jungpaläolithikum stammt

Mayruba VI („Site Tixier“) liegt wiederum 100 m südlich von Mayruba I in einem Waldgebiet. Wie die meisten dieser Fundstätten wurde auch diese ungestört aufgefunden. Hours, Jacques Tixier und Lorraine Copeland fanden auch hier zahlreiche Werkzeuge, darunter eine Emireh-Spitze. Die Fundstücke befinden sich im Musée de Préhistoire Libanaise.